# Magnolia silvioi
Magnolia silvioi är en magnoliaväxtart som först beskrevs av Gustavo Lozano-Contreras, och fick sitt nu gällande namn av Rafaël Herman Anna Govaerts. Magnolia silvioi ingår i släktet Magnolia och familjen magnoliaväxter. Inga underarter finns listade i Catalogue of Life.